# Creature House Expression
Creature House Expressionは香港の企業Creature Houseが製作したドロー系ソフトウェア。元々はMacintosh用ソフトウェアであったが、現在は同社を買収したマイクロソフトによってMicrosoft Expressionスイートの一部としてWindows版のみが開発・販売されている。

## 特徴
ベジェ曲線とスプライン曲線からなるパスに沿ってスケルタル・ストロークという画像データを変形させ表示させることで様々にパスの見た目を変えることが出来るなどユニークな機能が多く、ペイント系ソフトウェアに近いドロー系ソフトウェアと称される。

## 販売会社の変遷
始めはPainter(ペインター)等の開発元、MetaCreations社の製品として発売されたが、後にCreature House社での販売となった。現在は同社を買収したマイクロソフトの所有となっている。
日本での販売はまずMetaCreationが担当したが、Creature Houseが販売を始めた2.0からはaxim（アクシム）が行った。後、P&Aが2002年3月29日付で販売権を獲得したが、2004年6月に契約が終了した。